# Arromanches (porte-avions)
Pour les articles homonymes, voir Arromanches.
Pour les autres navires du même nom, voir HMS Colossus.
L'Arromanches (indicatif visuel : R95 - indicatif international ; FBDE - indicatif phonie : Delta Echo) est un porte-avions de combat léger. C'est le prototype d'une série de dix porte-avions de la classe Colossus. Sa construction a commencé le 1er juin 1942 au chantier naval Vickers-Armstrongs (N.Y.H. Walker) de Newcastle upon Tyne (Royaume-Uni). Lancé le 30 septembre 1943 et commissionné en décembre 1944, il est incorporé dans la Royal Navy sous le nom de HMS Colossus. Le Colossus est loué à la Marine française en août 1946 pour une durée de cinq ans. La Marine nationale le rebaptise Arromanches, pour perpétuer le souvenir et l'importance de cette petite ville de Normandie lors de la Bataille de Normandie ; puis elle l'achète à l'échéance de sa location, en 1951.

## Chronologie

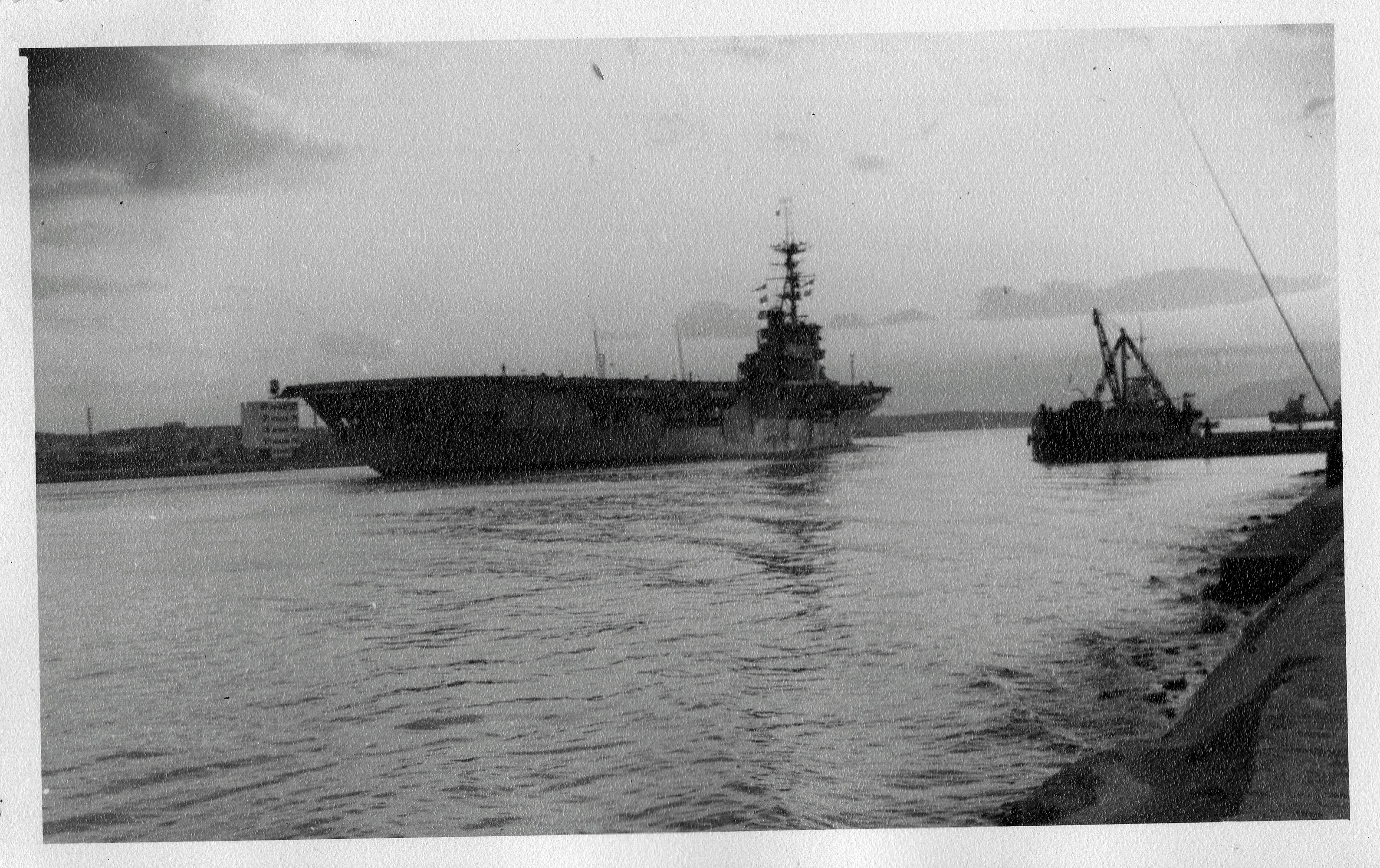
Le porte avion en 1957 au port de Bizerte, en Tunisie.

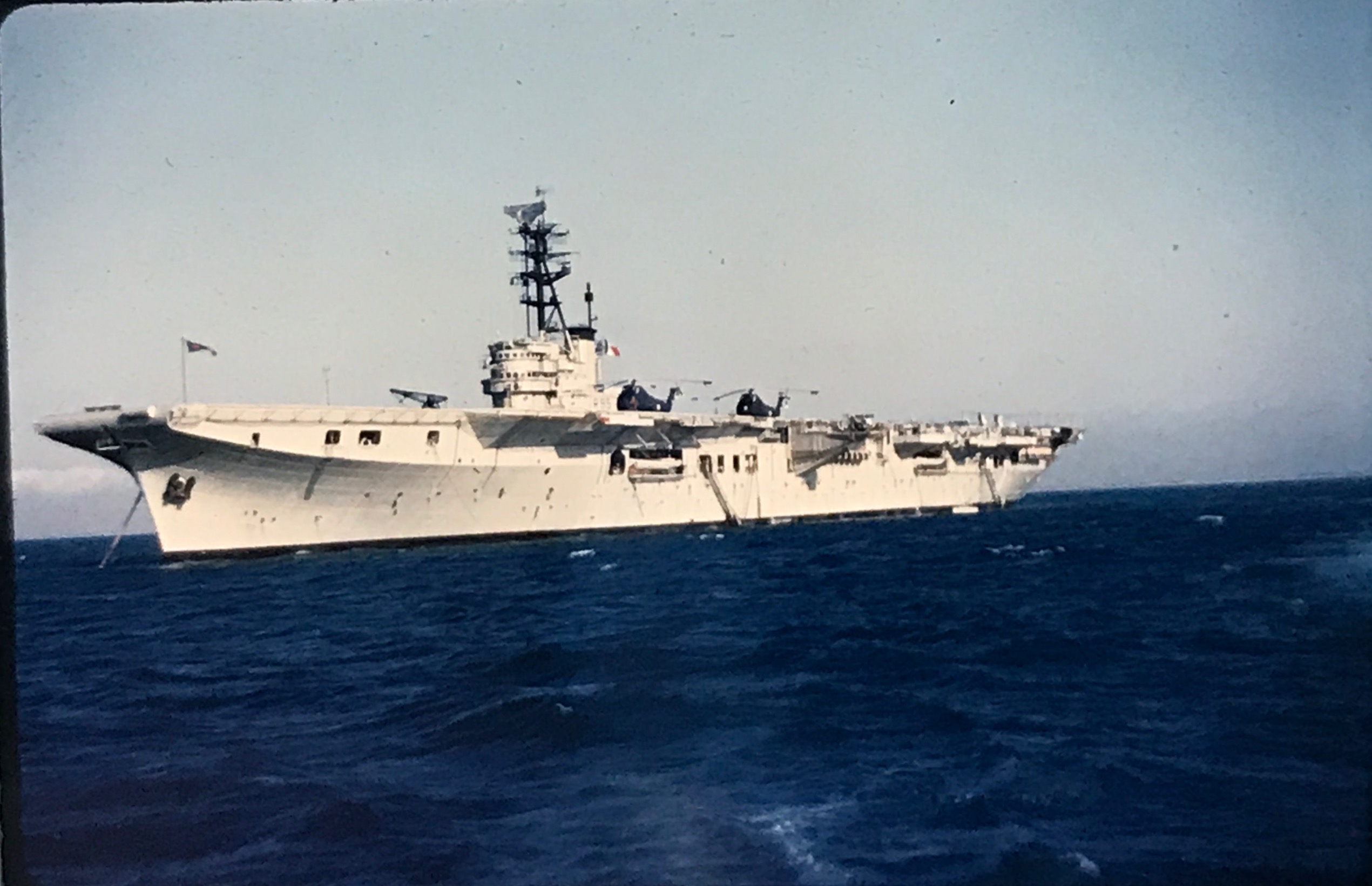
L'Arromanches en 1961 en mer Méditerranée.

- 1945 : Après sa période d'essais et d'entraînement à la mer, le Colossus rallie l'Eastern Fleet, puis est affecté à la British Pacific Fleet. Il quitte Colombo au début de juillet 1945, avec trois autres porte-avions légers, pour rallier la British Pacific Fleet, qui vient de se joindre aux forces de l'Amiral William F. Halsey, en vue des opérations contre Kyūshū et des derniers combats qui devaient aboutir à la capitulation du Japon. Après la fin des hostilités, le Colossus rentre en Angleterre.
- 1946 : le Royaume-Uni le loue à la France pour une durée de cinq ans. Réception à Cherbourg le 25 août 1946 et renommé Arromanches.
- 1947 : Croisière en AOF, en compagnie du cuirassé Richelieu.
- 1948 : Campagne d'Indochine, avec les flottilles 4F (il embarque dix SBD Dauntless et deux Supermarine Seafire) et 8F. La mission a duré trois mois dont six semaines de guerre (152 missions et 255 heures de vol).
- 1949 : (8 février) l'Arromanches revient en métropole.

- 1950 : Grand carénage.

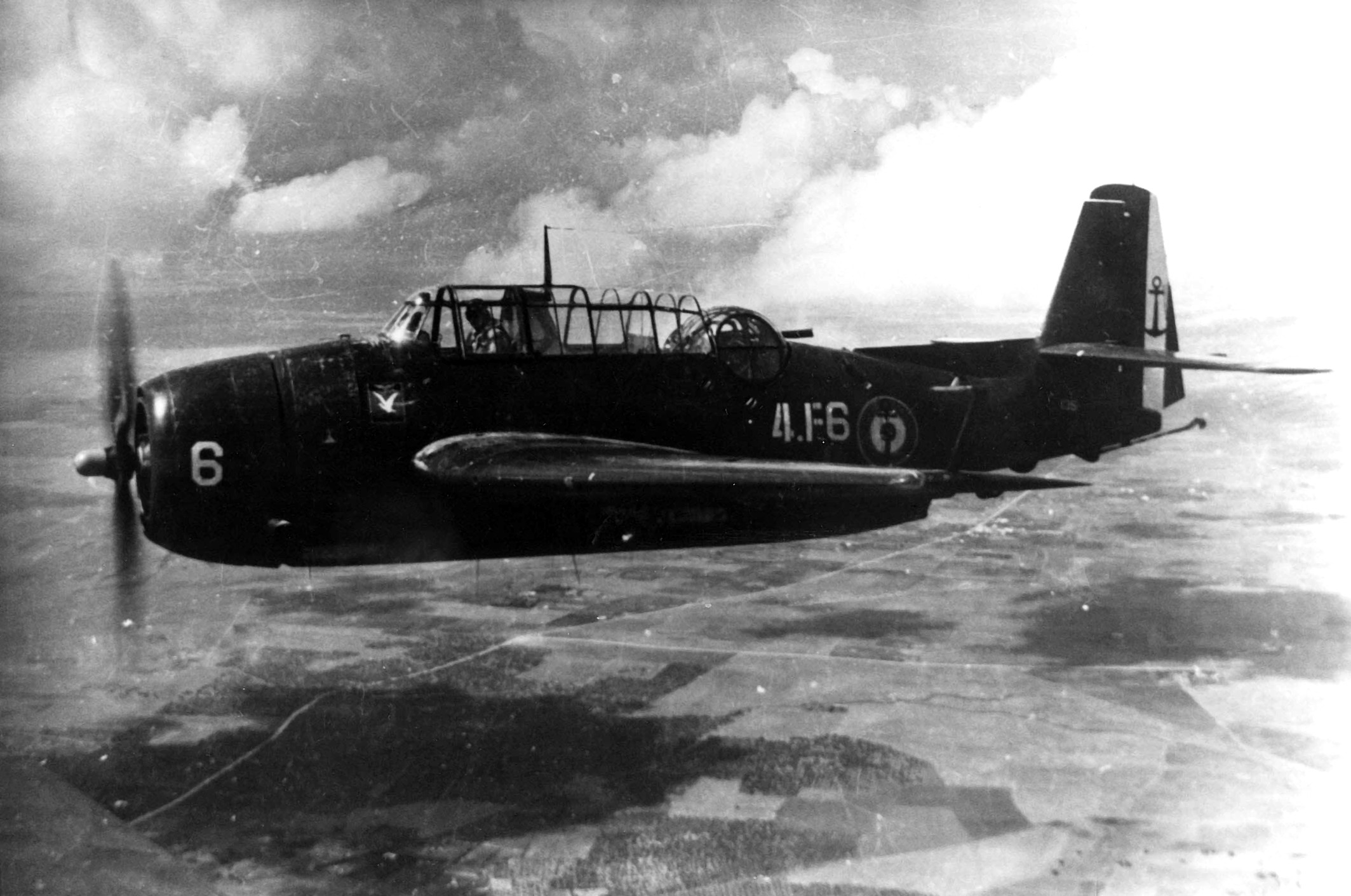
Un TBM-3E Avenger de la flottille 4F dans les années 1950

- 1951 : (fin août 1951) Vers la deuxième campagne d'Indochine ; armé avec les flottilles 1F (dotée de Grumman F6F Hellcat) et 3F (dotée de Curtiss SB2C Helldiver).

Acheté à la Royal Navy. Nouvelle campagne d'Indochine ; attaques de voies de communication par son groupe aérien, missions de transport et opérations de soutien aérien rapproché.
- 1952 : Retour à Toulon en juin ; puis nouvel appareillage vers l'Indochine fin août avec les flottilles 12F (dotée de F6F Hellcat) et 9F (armée de SB2C Helldiver).
- 1953 - 1954 : Retour vers Toulon en fin février[1]. encore un appareillage pour l'Indochine le 9 septembre 1953 avec les flottilles 3F et 11F armées de F6F et de SB2C, et qui participent (de mars à mai 1954) à la bataille de Ðiện Biên Phủ.
- 1954 - 1955 : Retour à Toulon en septembre 1954. Après carénage, incorporé au sein des forces maritimes de Méditerranée.
- 1956 : Intervention à Suez, en compagnie du La Fayette, avec les 14 F et 15F équipées des Corsair et 9F équipée en avions torpilleurs Grumman TBF Avenger. Les Corsair attaquèrent la base aérienne du Caire, les Avengers reçurent l'ordre de couler la flotte égyptienne en rade d'Alexandrie (Opération « Mousquetaire »), mais la mission fut abandonnée par suite de la présence de navires de la 6e Flotte américaine.
- 1957 - 1958 : Réalisation d'une piste d'appontage "oblique", orientée à 4° vers bâbord de l'axe du bâtiment,installation d'un miroir d'appontage et d'un nouveau radar. L'artillerie est débarquée.

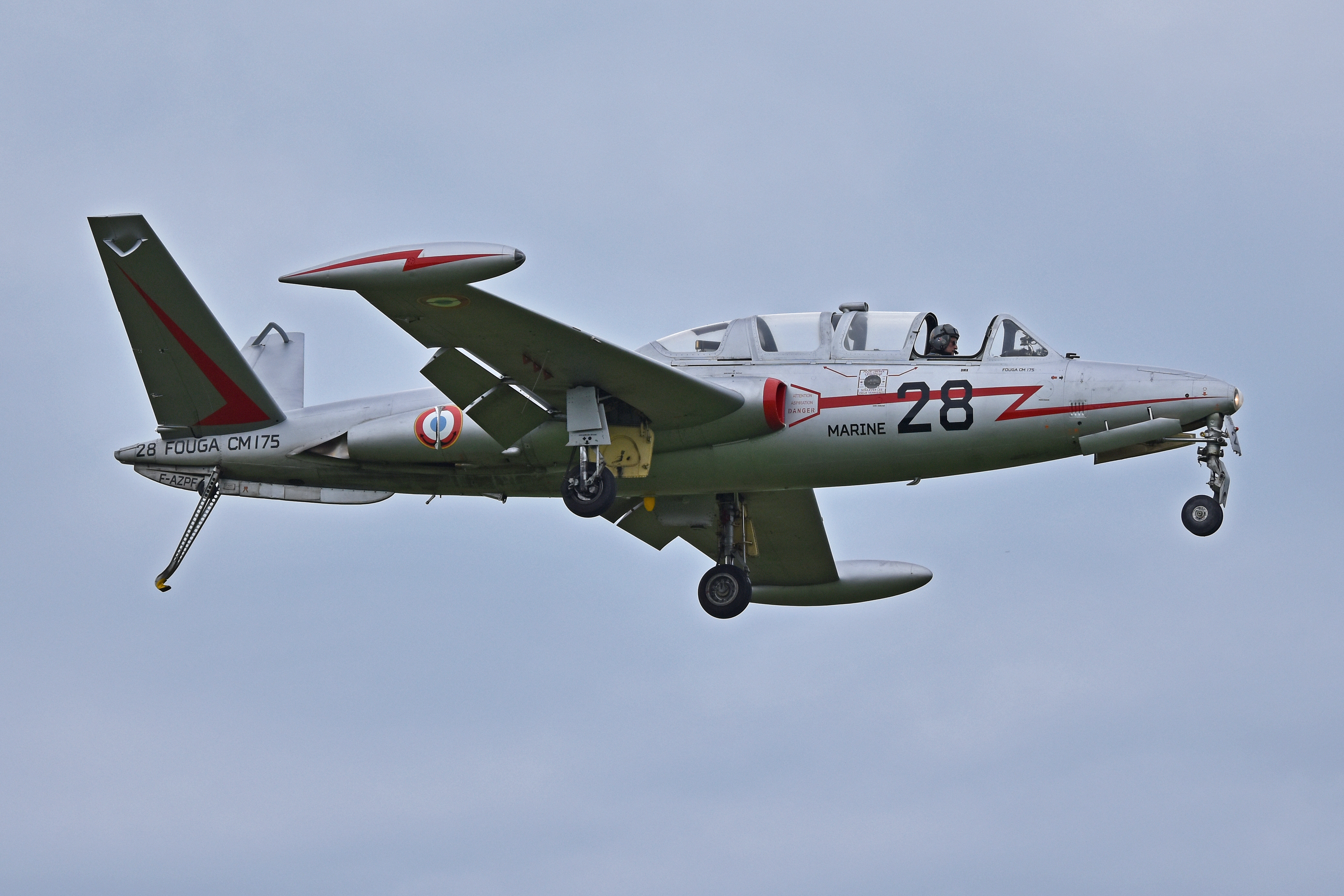
Un Fouga CM-175 Zéphyr

- 1959 - 1974 : assigné aux fonctions et rôles de :
  - porte-avions-école pour les pilotes de l'aviation embarquée de la Marine (avec des Fouga CM-175 Zéphyr) ;
  - porte-avions ASM (Breguet Alizé).
- 1961 : Intervention durant la crise de Bizerte.
- 1962 - 1974 : transport rapide opérationnel, Porte-hélicoptères d'assaut et transport de Commandos d'intervention, avec la 33F (Sikorsky HSS-1), l'Arromanches continue à qualifier des pilotes à l'appontage, (escadrille 59S, flottille 6F). Avec la 31F (dotée de HSS-1), il permet de pratiquer la lutte ASM par hélicoptères embarqués.
- 1967 1er septembre au 13 octobre : exercice franco-ivoirien interarmées « Alligator III » en Côte d'Ivoire, avec l'escadre de la Méditerranée, le Clemenceau et la flottille amphibie.
- 1968 : Grand carénage.
- 1970 : 19 au 22 mai : exercice de débarquement « Goéland » sur les côtes du Morbihan avec le Clemenceau et la flottille amphibie.
- 1974 : Désarmé le 5 septembre 1974, il prend le numéro de coque Q525.
- 1976 : Mis en vente le 5 mai.
- 1977 : Acheté par la Société de métaux Alexandrian Frères d'Aubagne en décembre.
- 1978 : Début du chantier de démolition navale.

Une agence postale navale embarquée fonctionna à son bord du 1er juin 1947 au 22 janvier 1974. Elle utilisa successivement quatre modèles de timbre à date hexagonal tireté comportant le nom du bâtiment.

## Caractéristiques

### Freins d'appontage
- À l'origine, huit "brins" et deux barrières (en position transversale), arrêtant des avions de 6,8 tonnes se posant à 60 nœuds (brins d'arrêt) ou à 40 nœuds résiduels (barrières).
- Après refonte de 1958 (installation de la piste oblique), dix câbles :
  - six en position transversale, à l'arrière de l'ascenseur arrière ;
  - quatre en avant de l'ascenseur arrière, orientés perpendiculairement à l'axe de la piste oblique, soit 4° bâbord.